# Iván López Álvarez
Iván López Álvarez, meglio noto come Ivi (Madrid, 29 giugno 1994), è un calciatore spagnolo, attaccante del Raków Częstochowa.

## Carriera
Cresciuto nel settore giovanile del Getafe, ha esordito in prima squadra il 27 marzo 2014, nella partita di campionato persa per 0-1 contro il Villarreal. Il 16 giugno 2015, in scadenza di contratto, si accorda con il Siviglia, con cui firma un triennale. Dopo aver disputato due ottime stagioni con il Siviglia Atlético, con cui conquista anche la promozione in Segunda División, il 7 agosto 2017 viene acquistato a titolo definitivo dal Levante, per un milione e mezzo di euro, legandosi alla squadra valenciana per quattro anni.

## Statistiche

### Presenze e reti nei club
Statistiche aggiornate al 5 marzo 2023.
| Stagione                 | Squadra                  | Campionato               | Campionato | Campionato | Coppe nazionali | Coppe nazionali | Coppe nazionali | Coppe continentali | Coppe continentali | Coppe continentali | Altre coppe | Altre coppe | Altre coppe | Totale | Totale |
| Stagione                 | Squadra                  | Comp                     | Pres       | Reti       | Comp            | Pres            | Reti            | Comp               | Pres               | Reti               | Comp        | Pres        | Reti        | Pres   | Reti   |
| ------------------------ | ------------------------ | ------------------------ | ---------- | ---------- | --------------- | --------------- | --------------- | ------------------ | ------------------ | ------------------ | ----------- | ----------- | ----------- | ------ | ------ |
| 2012-2013                | Getafe B                 | SDB                      | 4          | 0          | -               | -               | -               | -                  | -                  | -                  | -           | -           | -           | 4      | 0      |
| 2013-2014                | Getafe B                 | SDB                      | 33         | 8          | -               | -               | -               | -                  | -                  | -                  | -           | -           | -           | 33     | 8      |
| 2014-2015                | Getafe B                 | SDB                      | 27         | 3          | -               | -               | -               | -                  | -                  | -                  | -           | -           | -           | 27     | 3      |
| Totale Getafe B          | Totale Getafe B          | Totale Getafe B          | 64         | 11         |                 | -               | -               |                    | -                  | -                  |             | -           | -           | 64     | 11     |
| 2013-2014                | Getafe                   | PD                       | 1          | 0          | CR              | -               | -               | -                  | -                  | -                  | -           | -           | -           | 1      | 0      |
| 2014-2015                | Getafe                   | PD                       | 8          | 0          | CR              | 1               | 0               | -                  | -                  | -                  | -           | -           | -           | 9      | 0      |
| Totale Getafe            | Totale Getafe            | Totale Getafe            | 9          | 0          |                 | 1               | 0               |                    | -                  | -                  |             | -           | -           | 10     | 0      |
| 2015-2016                | Siviglia Atlético        | SDB                      | 32+6       | 9          | -               | -               | -               | -                  | -                  | -                  | -           | -           | -           | 38     | 9      |
| 2016-2017                | Siviglia Atlético        | SD                       | 35         | 14         | -               | -               | -               | -                  | -                  | -                  | -           | -           | -           | 35     | 14     |
| Totale Siviglia Atlético | Totale Siviglia Atlético | Totale Siviglia Atlético | 67+6       | 23         |                 | -               | -               |                    | -                  | -                  |             | -           | -           | 73     | 23     |
| 2017-2018                | Levante                  | PD                       | 29         | 4          | CR              | 3               | 1               | -                  | -                  | -                  | -           | -           | -           | 32     | 5      |
| 2018-gen. 2019           | Real Valladolid          | PD                       | 3          | 0          | CR              | 2               | 0               | -                  | -                  | -                  | -           | -           | -           | 5      | 0      |
| gen.-giu. 2019           | Sporting Gijón           | SD                       | 7          | 0          | CR              | -               | -               | -                  | -                  | -                  | -           | -           | -           | 7      | 0      |
| 2019-gen. 2020           | Huesca                   | SD                       | 7          | 1          | CR              | 2               | 0               | -                  | -                  | -                  | -           | -           | -           | 9      | 1      |
| gen.-giu. 2020           | Ponferradina             | SD                       | 14         | 3          | CR              | -               | -               | -                  | -                  | -                  | -           | -           | -           | 14     | 3      |
| 2020-2021                | Raków Częstochowa        | EK                       | 26         | 9          | CP              | 5               | 4               | -                  | -                  | -                  | -           | -           | -           | 31     | 13     |
| 2021-2022                | Raków Częstochowa        | EK                       | 32         | 20         | CP              | 6               | 2               | UECL               | 6                  | 0                  | SP          | 1           | 0           | 45     | 22     |
| 2022-2023                | Raków Częstochowa        | EK                       | 22         | 5          | CP              | 2               | 1               | UECL               | 5                  | 4                  | SP          | 1           | 0           | 30     | 10     |
| Totale Raków Częstochowa | Totale Raków Częstochowa | Totale Raków Częstochowa | 80         | 34         |                 | 13              | 7               |                    | 11                 | 4                  |             | 2           | 0           | 106    | 45     |
| Totale carriera          | Totale carriera          | Totale carriera          | 286        | 76         |                 | 21              | 8               |                    | 11                 | 4                  |             | 2           | 0           | 320    | 88     |

## Palmarès

### Club

#### Competizioni nazionali
- Campionato polacco: 1

Raków Częstochowa: 2022-2023
- Coppa di Polonia: 2

Raków Częstochowa: 2020-2021, 2021-2022
- Supercoppa di Polonia: 2

Raków Częstochowa: 2021, 2022

### Individuale
- Capocannoniere del campionato polacco: 1

2021-2022 (20 gol)